# (4054) Turnov
(4054) Turnov est un astéroïde de la ceinture principale.

## Description
(4054) Turnov est un astéroïde de la ceinture principale. Il fut découvert le 5 octobre 1983 à l'Observatoire Kleť par Antonín Mrkos. Il présente une orbite caractérisée par un demi-grand axe de 3,05 UA, une excentricité de 0,17 et une inclinaison de 4,9° par rapport à l'écliptique.

## Compléments